# Dhrangadhra
Dhrangadhra är en stad i den indiska delstaten Gujarat, och tillhör distriktet Surendranagar. Folkmängden uppgick till 75 133 invånare vid folkräkningen 2011. Dhrangadhra var förr huvudstad i ett furstendöme med samma namn.